# 15032 Alexlevin
15032 Alexlevin eller 1998 VV28 är en asteroid i huvudbältet som upptäcktes den 10 november 1998 av LINEAR i Socorro County, New Mexico. Den är uppkallad efter Alex Levin.
Asteroiden har en diameter på ungefär 4 kilometer och den tillhör asteroidgruppen Vesta.